# Biutiful
Biutiful este o dramă psihologică din 2010, film regizat, produs și co-scris de Alejandro González Iñárritu, cu Javier Bardem în rolul principal. Proiectul marchează primul film al lui Iñárritu în limba sa maternă, spaniolă, de la debutul său în lungmetraj, Iubiri și câini (2000). Alfonso Cuarón și Guillermo del Toro (care formează „Cei Trei Prieteni” alături de Iñárritu în industria cinematografică) sunt producători asociați. Filmul îl urmărește pe Uxbal, un criminal și tată diagnosticat cu cancer de prostată, care încearcă să-și rezolve treburile și responsabilitățile înainte de a muri. Titlul face referire la ortografia fonetică în spaniolă a cuvântului englezesc „beautiful” (în română frumos).
Biutiful a avut premiera la Festivalul de Film de la Cannes în 2010 și a fost lansat în cinematografe pe 22 octombrie 2010 în Mexic, de către Videocine, și pe 3 decembrie 2010 în Spania, prin United International Pictures. Filmul a primit recenzii mixte din partea criticilor, dar a cunoscut un succes remarcabil la box-office, încasând 24,7 milioane de dolari la nivel mondial, în ciuda unui buget de 35 de milioane de dolari. În 2011, a fost nominalizat la două premii Oscar: pentru Cel mai bun film străin și pentru Cel mai bun actor, distincție acordată lui Javier Bardem, aceasta fiind prima nominalizare la Oscar pentru o interpretare în limba spaniolă. Bardem a fost recompensat și cu premiul pentru Cel mai bun actor la Cannes pentru rolul său din film.

## Rezumat
Uxbal trăiește într-un apartament dărăpănat din Barcelona, împreună cu cei doi copii ai săi, Ana și Mateo. Este separat de mama acestora, Marambra, o prostituată alcoolică, care suferă de tulburare bipolară. Orfan și fără alți apropiați, singura rudă a lui Uxbal este fratele său, Tito, implicat în afaceri cu construcții și client ocazional al Marambrei. Pentru a-și întreține familia, Uxbal intermediază locuri de muncă pentru imigranți ilegali chinezi care produc imitații de articole de designer, ulterior vândute pe stradă de un grup de africani. În paralel, lucrează ca medium, transmițând mesaje de la cei decedați recent familiilor îndurerate, în cadrul priveghiurilor. Când primește un diagnostic crunt - cancer de prostată în stadiu terminal, cu doar câteva luni de trăit - lumea lui începe să se destrame treptat, iar fragilul echilibru pe care îl menținea se năruie.
Inițial, Uxbal începe tratamentul cu chimioterapie, însă renunță ulterior la îndemnul prietenei sale Bea, o vindecătoare alternativă. Bea îi oferă două pietre negre, rugându-l să le dea copiilor săi înainte de a muri. Între timp, grupul de vânzători africani este arestat de poliție, în ciuda mitei plătite regulat de Uxbal, iar autoritățile descoperă că aceștia erau implicați și în traficul de droguri. Când unul dintre africani este deportat în Senegal, Uxbal îi oferă adăpost în apartamentul său soției acestuia, Ige, și bebelușului lor. O tentativă de împăcare cu Marambra eșuează, după ce Uxbal realizează că nu poate avea încredere în ea pentru a le purta de grijă copiilor. Rămași fără locuri de muncă, muncitorii chinezi sunt angajați pe un șantier, în urma unei înțelegeri intermediată de Tito. Însă tragedia lovește curând: aproape toți mor în somn din cauza intoxicației cu monoxid de carbon, provocată de încălzitoarele pe gaz nesigure, cumpărate de Uxbal în încercarea de a-i ajuta. Mai târziu, o tentativă a unui traficant de a arunca trupurile în mare eșuează, cadavrele ajung la țărm și atrag atenția presei, provocând un scandal public.
Pe măsură ce sănătatea lui Uxbal se deteriorează tot mai mult, el este copleșit de vinovăție pentru rolul pe care l-a jucat în expulzarea senegalezilor și moartea muncitorilor chinezi. Conștient că sfârșitul i se apropie, realizează cu durere că nu va mai fi nimeni care să aibă grijă de Ana și Mateo, copiii lui. Îi încredințează ultimele sale economii lui Ige, rugând-o să rămână alături de copii după moartea lui. Ige acceptă inițial, dar ulterior decide să folosească banii pentru a se întoarce în Africa. Într-un moment de slăbiciune și halucinație sau poate de speranță, Uxbal o vede pe Ige în spatele ușii băii și îi aude vocea spunând că s-a întors. În ultima sa clipă, se întinde lângă fiica sa, Ana, și îi oferă un inel cu diamant, același pe care tatăl său îl dăduse cândva mamei sale. Apoi moare în liniște. Într-un peisaj înzăpezit, plin de pace, Uxbal se reunește cu tatăl său, care murise înainte ca el să se nască, la scurt timp după ce fugise din Spania franchistă în Mexic.

## Distribuție
- Javier Bardem în rolul lui Uxbal
- Luo Jin ca Li Wei

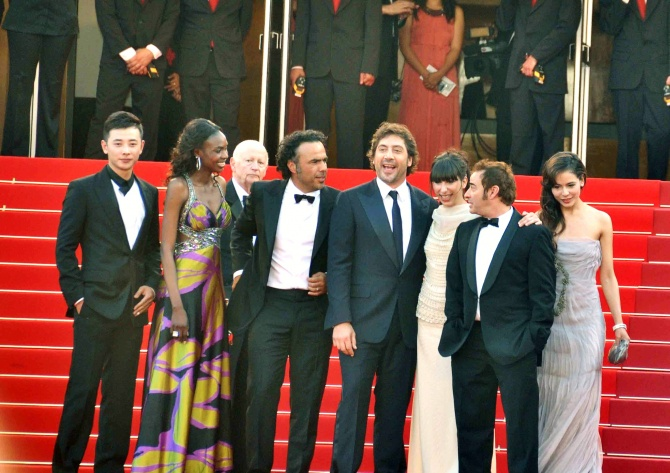
Distribuția și echipa de filmare la Festivalul de Film de la Cannes din 2010.

- Maricel Álvarez în rolul Marambrei
- Hanaa Bouchaib în rolul Anei
- Guillermo Estrella în rolul lui Mateo
- Diaryatou Daff în rolul lui Ige
- Taishen Cheng ca Hai
- Nasser Saleh în rolul lui Muchacho

## Producție
Ideea filmului i-a venit lui Iñárritu ascultând Concertul pentru pian de Ravel, iar ritmul lent din compoziție apare în mod proeminent în coloana sonoră a filmului.
Biutiful este recunoscut oficial ca o coproducție Mexic-Spania, chiar dacă la producție au participat și companii de producție independente din SUA. Este o producție Menage Atroz, MOD Producciones, Focus Features International, Ikiru Films și Cha Cha Cha Films (deși ulterior nu a fost menționat), și a beneficiat, de asemenea, de participarea Televisión Española, Televisión de Catalunya și ICAA Ministerio de Cultura. Regizorul/producătorul/coscenaristul Alejandro González Iñárritu se reunește cu compozitorul Gustavo Santaolalla și directorul de imagine Rodrigo Prieto din filmele sale anterioare, Iubiri și câini (2001), 21 de grame (2003) și Babel (2006), și cu editorul Stephen Mirrione din ultimele două filme. Alfonso Cuarón și Guillermo del Toro, prieteni și parte a grupării supranumite de industria cinematografică „Cei trei prieteni ai cinematografiei” alături de González Iñárritu, sunt producători asociați.
Modelul filmului, filmul japonez A trăi din 1953, regizat de Akira Kurosawa, este descris ca având o structură și o morală similare în articolul lui Philip French din The Guardian. French scrie despre modul în care un funcționar public japonez de vârstă mijlocie reacționează la vestea că suferă de cancer în stadiu terminal și remarcă felul în care această poveste este transformată într-o profundă reflecție asupra condiției umane.

## Lansare
Biutiful a concurat pentru Palme d'Or la Festivalul de Film de la Cannes din 2010; premiera a avut loc pe 17 mai 2010, Bardem câștigând premiul pentru cel mai bun actor, un premiu împărțit cu Elio Germano pentru La Nostra Vita. Filmul a fost lansat în cinematografe în Mexic de Videocine pe 22 octombrie în același an și în Spania de United International Pictures pe 3 decembrie.
În Statele Unite, filmul a fost lansat de LD Entertainment și Roadside Attractions pe 29 decembrie 2010, într-un număr limitat de cinematografe, urmând o lansare pe scară largă pe 28 ianuarie 2011. Ulterior, Lionsgate Home Entertainment a distribuit filmul pentru programe de televiziune prin cablu pe 31 mai 2011.

## Receptare

### Box-office
Biutiful a încasat 5,1 milioane de dolari în America de Nord și 19,6 milioane de dolari în străinătate, ajungând la un total mondial de 24,7 milioane de dolari, față de un buget de producție de 35 de milioane de dolari.

### Reacții critice
Pe site-ul agregator de recenzii Rotten Tomatoes, filmul Biutiful are o rată de aprobare de 66%, bazată pe 155 de recenzii, cu o notă medie de 6,43 din 10. Consensul criticilor menționează: „Interpretarea intensă a lui Javier Bardem contribuie la valoarea filmului Biutiful, la fel ca și măiestria regizorală a lui Alejandro González Iñárritu, însă producția tinde, uneori, spre exces stilistic și o tonalitate apăsător de sumbră”. Pe Metacritic, filmul are un scor mediu ponderat de 58 din 100, obținut pe baza a 33 de recenzii, ceea ce indică „recenzii mixte sau medii”.
Kirk Honeycutt, de la The Hollywood Reporter, descrie filmul drept „un superb poem melancolic despre dragoste, paternitate și vinovăție”, iar interpretarea lui Bardem o numește „o adevărată lovitură de grație”. Betsy Sharkey, de la Los Angeles Times, afirmă că Bardem oferă „o interpretare de o profunzime uluitoare, cu siguranță una dintre cele mai remarcabile ale anului”.
Unii critici au respins povestea ca fiind prea sumbră; Justin Chang de la Variety a scris că Iñárritu este „...blocat într-o rutină sumbră”.
Cineaștii Sean Penn, Werner Herzog și Michael Mann au fost foarte sinceri în aprecierea filmului. Herzog l-a comparat cu o „poezie”, iar Penn a comparat interpretarea lui Bardem cu cea a lui Marlon Brando din Ultimul tango la Paris (1972).

### Premii
| Premiu                                                  | Data festivității | Categorie                             | Nominalizat                                                      | Rezultat    |
| ------------------------------------------------------- | ----------------- | ------------------------------------- | ---------------------------------------------------------------- | ----------- |
| Premiile Oscar                                          | 27 februarie 2011 | Cel mai bun actor                     | Javier Bardem                                                    | nominalizat |
| Premiile Oscar                                          | 27 februarie 2011 | Cel mai bun film străin               | Biutiful                                                         | nominalizat |
| Premiile BAFTA                                          | 13 februarie 2011 | Cel mai bun actor                     | Javier Bardem                                                    | nominalizat |
| Premiile BAFTA                                          | 13 februarie 2011 | Cel mai bun film străin               | Biutiful                                                         | nominalizat |
| Premiile Goya                                           | 13 februarie 2011 | Cel mai bun actor                     | Javier Bardem                                                    | câștigător  |
| Premiile Goya                                           | 13 februarie 2011 | Cel mai bun actor în rol secundar     | Eduard Fernández                                                 | nominalizat |
| Premiile Goya                                           | 13 februarie 2011 | Cea mai bună actriță în rol secundar  | Ana Wagener                                                      | nominalizat |
| Premiile Goya                                           | 13 februarie 2011 | Cel mai bun scenariu original         | Alejandro González Iñárritu, Armando Bó Jr. și Nicolás Giacobone | nominalizat |
| Premiile Goya                                           | 13 februarie 2011 | Cea mai bună cinematografie           | Rodrigo Prieto                                                   | nominalizat |
| Premiile Goya                                           | 13 februarie 2011 | Cel mai bun montaj                    | Stephen Mirrione                                                 | nominalizat |
| Premiile Goya                                           | 13 februarie 2011 | Cel mai bun regizor artistic          | Brigitte Broch                                                   | nominalizat |
| Premiile Goya                                           | 13 februarie 2011 | Cea mai bună coloană sonoră originală | Gustavo Santaolalla                                              | nominalizat |
| Denver Film Critics Society                             | 28 ianuarie 2011  | Cel mai bun film străin               | Biutiful                                                         | nominalizat |
| Premiile Globul de Aur                                  | 16 ianuarie 2011  | Cel mai bun film străin               | Biutiful                                                         | nominalizat |
| Phoenix Film Critics Society Awards                     | 28 decembrie 2010 | Cel mai bun film străin               | Biutiful                                                         | câștigător  |
| Premiile Utah Film Critics Association                  | 23 decembrie 2010 | Cel mai bun film străin               | Biutiful                                                         | nominalizat |
| Premiile Chicago Film Critics Association               | 20 decembrie 2010 | Cel mai bun film străin               | Biutiful                                                         | nominalizat |
| Premiile St. Louis Gateway Film Critics Association     | 20 decembrie 2010 | Cel mai bun actor                     | Javier Bardem                                                    | nominalizat |
| Premiile St. Louis Gateway Film Critics Association     | 20 decembrie 2010 | Cel mai bun film străin               |                                                                  | nominalizat |
| Premiile St. Louis Gateway Film Critics Association     | 20 decembrie 2010 | Cel mai bun scenariu original         | Alejandro González Iñárritu, Armando Bó Jr. și Nicolás Giacobone | nominalizat |
| Premiile Satellite                                      | 19 decembrie 2010 | Cel mai bun actor                     | Javier Bardem                                                    | nominalizat |
| Premiile Satellite                                      | 19 decembrie 2010 | Cel mai bun film străin               | Biutiful                                                         | nominalizat |
| Premiile Satellite                                      | 19 decembrie 2010 | Cel mai bun scenariu original         | Alejandro González Iñárritu, Armando Bó Jr. și Nicolás Giacobone | nominalizat |
| Premiile Houston Film Critics Society                   | 18 decembrie 2010 | Cel mai bun film străin               | Biutiful                                                         | nominalizat |
| Premiile Dallas–Fort Worth Film Critics Association     | 17 decembrie 2010 | Cel mai bun film străin               | Biutiful                                                         | câștigător  |
| Premiile Las Vegas Film Critics Society                 | 16 decembrie 2010 | Cel mai bun film străin               | Biutiful                                                         | nominalizat |
| Premiile San Diego Film Critics Society                 | 14 decembrie 2010 | Cel mai bun film străin               | Biutiful                                                         | nominalizat |
| Critics' Choice Award                                   | 14 decembrie 2010 | Cel mai bun film străin               | Biutiful                                                         | nominalizat |
| Premiile Southeastern Film Critics Association          | 13 decembrie 2010 | Cel mai bun film străin               | Biutiful                                                         | nominalizat |
| Indiana Film Critics Association                        | 12 decembrie 2010 | Cel mai bun film străin               | Biutiful                                                         | nominalizat |
| Premiile Washington D. C. Area Film Critics Association | 6 decembrie 2010  | Cel mai bun film străin               | Biutiful                                                         | câștigător  |
| Festivalul Internațional de Film de la Cannes           | 23 mai 2010       | Cel mai bun actor                     | Javier Bardem                                                    | câștigător  |
| Festivalul Internațional de Film de la Cannes           | 23 mai 2010       | Palme d'Or                            | Biutiful                                                         | nominalizat |